# Justus Stude
Justus Stude (auch Jost Staud, Justus Studaeus oder Jodocus Stude; * um 1507 in Elsa bei Hadamar; † 11. Dezember 1570 in Frankfurt am Main) war ein deutscher Jurist, Kanzler und Hochschullehrer.

## Leben

### Marburger Zeit
Stude war Sohn des Bürgermeisters von Elz im Westerwald Peter Staudt. Wann er geboren wurde und wo er seine Ausbildung erhalten hat, ist unbekannt. Jedenfalls erlangte er den Abschluss eines Lizentiaten beider Rechte. 1536 trat er als Professor der Institutionen die Nachfolge von Johann Rudel an der Universität Marburg an. Am 23. Mai 1538 erfolgte außerdem seine Ernennung zum hessisch landgräflichen Rat und wesentlichen Beisitzer des Marburger Hofgerichts. In diesem Amt wirkte er mindestens bis 1545.
Stude wurde an der Marburger Universität 1539 zum Doktor der Rechte promoviert. Im selben Jahr heiratete er Anna († 17. Juli 1561 in Fulda), die Tochter des Marburger Rechtswissenschaftler Johannes Eisermann. Er leitete im zweiten Halbjahr 1538 sowie im ersten Halbjahr 1543 als Rektor die Universität. Im zweiten Halbjahr 1541 hatte er zudem das Amt des Prorektors der Universität inne. Der Juristischen Fakultät stand er im zweiten Halbjahr 1543 als Dekan vor. 1546 trat er von seinen Ämtern zurück.
Wissenschaftliche Schrift sind von ihm nicht bekannt.

### Fuldaer Zeit und späte Jahre
Stude folgte 1546 einem Ruf als Kanzler des Fuldaer Fürstabtes Philipp Schenk zu Schweinsberg. Als solcher nahm er 1547/1548 am Reichstag zu Augsburg teil und unterschrieb die Schlussakte. Später wurde er außerdem zum Fuldischen Rat und Diener ernannt. Er diente ebenso als Kanzler unter Fürstabt Wolfgang Dietrich von Eusigheim und schließlich unter Fürstabt Wolfgang Schutzbar genannt Milchling. Unter diesem resignierte er 1563. 
Stude er hielt er am 31. Mai 1563 das Bürgerrecht in Frankfurt am Main. Dort wirkte er in seinen letzten Lebensjahren als Advokat. Dort heiratete er Margarethe von Glauburg.